# バンキア

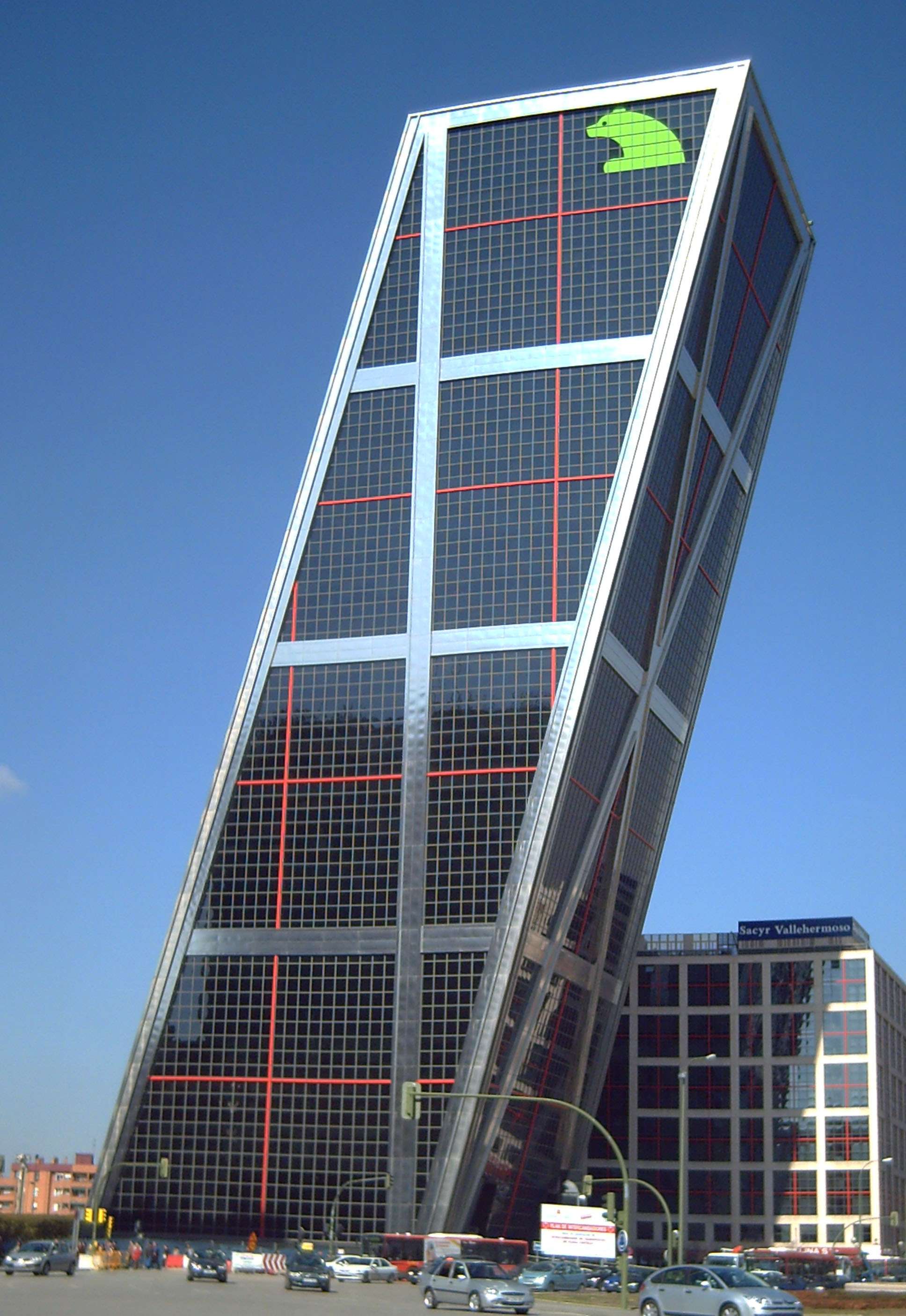
バンキア本社の入居していたマドリードのプエルタ・デ・エウローパ（トーレス・キオ）

バンキア (Bankia S.A.) は、かつてスペインに存在した銀行で、2010年12月に7つの貯蓄金庫が統合して設立された金融コングロマリットである金融貯蓄銀行（Banco Financiero y de Ahorros, S.A.）の銀行子会社であった。
2019年時点で、バンキアは2,000億ユーロを超える資産を持ちスペイン第5位の銀行であったが、2021年3月カイシャバンクにより買収された。

## 沿革
スペイン銀行によるSIP（Sistema Institucional de Protección）と名付けられた金融モデルを通じてのスペインの貯蓄金庫制度の再編の重要性が叫ばれ、2010年、カハ・マドリード（Caja Madrid、マドリード貯蓄金庫）とバンカハ（Bancaja、バレンシア・カステジョン・アリカンテ貯蓄金庫）が経営統合することによって金融貯蓄銀行が創設され、そこにラ・カハ・デ・カナリアス（La Caja de Canarias、カナリア諸島貯蓄金庫）、カッシャ・ライエターナ（Caixa Laietana、ライエターナ貯蓄金庫）、カハ・リオハ（Caja Rioja、ラ・リオハ貯蓄金庫）、カハ・アビラ（Caja Ávila、アビラ貯蓄金庫）、カハ・セゴビア（Caja Segovia、セゴビア貯蓄金庫）などの小規模貯蓄金庫が加わった。この経営統合はカハ・マドリードを中心に行われ、3,400億ユーロの資金と金融再生整備基金（FROB）から44億6500万近くの支援を受けて行われることになった。
2010年12月3日に金融貯蓄銀行は設立され、2011年1月1日から業務を開始した。同年3月2日、スペイン国内の7貯蓄金庫の統合で誕生した同社の業務用の名称バンキア（Bankia）を発表。7貯蓄金庫の統合は、2010年の7月3日に調印が行われて、わずか4カ月という短期間で実施に移された。この統合はfusión fría（冷めた統合）といわれるSIPモデルとして実行された。
2011年3月7貯蓄金庫の各取締役会において資産と負債のバンキアへの移管、新商号への変更、社会事業の継承、所有建造物の登記変更などが承認された。
SIPモデルを構成する全参加貯蓄金庫がBankiaの商号で事業を行うようになったときに、カハ・マドリードの金融機関コード2038を引き継いでいたBankiaに、民間銀行に割り当てられた金融機関コード0099が与えられることとなった。そしてそのとき同時に金融貯蓄銀行の各支店コードが新たに設定されることとなった。
2012年5月、スペイン政府は経営難に陥ったバンキアに支援融資を行い部分的に国有化した。2012年5月25日にバンキアは190億ユーロの緊急援助を要請した。これはスペイン史上最高額の救済要請であった。新会長のホセ・イグナシオ・ゴイリゴルサーリは、2012年5月9日まで務めた前任者のロドリゴ・ラトが発表した3億2800万ユーロの利益と比較して、43億ユーロ（財政信用を考慮した29億8000万ユーロ）の損失を報告した。
2021年3月、スペイン当局がカイシャバンクによるバンキアの買収を承認し、同社に吸収合併された。

## 参照
1. ↑  碇順治 著「金融」、碇順治（編） 編『スペイン（ヨーロッパ読本）』河出書房新社、2008年、240頁、241頁頁。ISBN 978-4-309-61904-0。
2. ↑  “Bankia Profile”.   Bankia.com. 2012年5月17日閲覧。
3. ↑  “Top Banks in Spain”.   ADV Ratings. 2020年3月24日閲覧。
4. ↑  スペインの貯蓄金庫は基本的に県単位で設立されていたので、地方のものは規模が小さいものが多い。
5. ↑  De 45 a 15 entidades: lo que queda de aquellas cajas de ahorro - Cotizalia.com
6. ↑  “Nace la tercera entidad financiera española por activos” (スペイン語).   El País (2010年12月4日). 2013年5月14日閲覧。
7. ↑  Christopher Bjork, Jonathan House, and Sara Schaefer Munoz (2012年5月25日). “Spain Pours Billions Into Bank”. Wall Street Journal 2012年5月26日閲覧。
8. ↑  Katell Abiven (2012年5月25日). “Spain's Bankia seeks record bailout of €19 bn”. Agence France-Presse. Yahoo! News 2012年5月26日閲覧。
9. ↑  Christopher Bjork, Jonathan House, and Sara Schaefer Munoz (2012年5月25日). “Spain Pours Billions Into Bank”. Wall Street Journal 2012年5月26日閲覧。
10. ↑  Katell Abiven (2012年5月25日). “Spain's Bankia seeks record bailout of €19 bn”. Agence France-Presse. Yahoo! News 2012年5月26日閲覧。
11. ↑  M. Jimenez (2012年5月26日). “Las perdidas antes de impuestos de Bankia son de 4.300 millones” (Spanish). El Pais. 2012年5月26日閲覧。
12. ↑  “Spanish regulator approves Bankia-Caixabank merger with conditions” (英語).   ロイター (2021年3月24日). 2021年6月23日閲覧。